# 米庫拉鄉
47°54′N 22°57′E / 47.900°N 22.950°E
米庫拉鄉（羅馬尼亞語：Comuna Micula, Satu Mare），是羅馬尼亞的鄉份，位於該國西北部，由薩圖馬雷縣負責管轄，面積38平方公里，海拔高度124米，2007年人口3,988，人口密度每平方公里106人。